# 카이 카라 프랑스
카이 카라-프랑스(Kai Kara-France, 1993년 3월 26일~)는 뉴질랜드의 종합격투기 선수다. UFC 플라이급에서 활동 중이며, 시티 킥복싱(City Kickboxing) 소속으로 이스라엘 아데산야, 댄 후커 등과 함께 훈련하고 있다. 정교한 타격과 강한 테이크다운 방어력을 갖춘 스트라이커로, UFC 플라이급 잠정 타이틀 도전 경험이 있다.

## 생애
오클랜드 출신으로, 마오리계와 사모아계 혼혈이다. 청소년기에 ADHD 진단을 받았지만, 격투기를 통해 집중력과 자신감을 얻었다고 알려졌다. 10살때는 브라질 주짓수를 배웠지만 2년 후 그만두었다. 고등학교 재학 중 체구가 작다는 이유로 괴롭힘을 당한 후 종합격투기 훈련을 받기 시작했다. 태국에서 장기간 무에타이를 수련했으며, 이후 호주와 뉴질랜드에서 활동을 이어갔다.

## 경력

### 초기 활동 및 The Ultimate Fighter
2010년 프로 데뷔 후 아시아, 오세아니아 지역 단체에서 활약했으며, 2016년 TUF 24: Tournament of Champions에 출전했다. 비록 결승 진출에는 실패했지만 UFC와 계약하는 계기가 되었다.

### UFC 활동
2018년 UFC 데뷔 후 플라이급 랭킹에 꾸준히 이름을 올리며 상승세를 이어갔다. 2021년 전 밴텀급 챔피언 코디 가브란트를 KO시키며 주목받았고, 2022년에는 아스카르 아스카로프에게 첫 패배를 안긴 유일한 파이터가 되었다. 같은 해 7월 UFC 277에서 브랜든 모레노와 플라이급 잠정 타이틀을 두고 맞붙었으나 TKO로 패했다.
2023년 아미르 알바지와의 경기에서 논란의 판정으로 패했고, 2024년 8월에는 홈 관중 앞에서 스티브 에르체그에게 KO승을 거두며 화려하게 복귀했다.

## 파이팅 스타일
카라-프랑스는 복싱 중심의 타격 능력과 탄탄한 테이크다운 디펜스로 알려진 정통파 스트라이커다. 빠른 원투 콤비네이션, 민첩한 풋워크, 짧은 카운터 훅을 주무기로 한다. 피니시율도 높고, 전진 압박보다는 중거리에서의 리듬 싸움을 선호한다.

## 종합격투기 전적
| 결과 | 전적        | 상대             | 방식                            | 대회            | 날짜             | 장소               |
| ---- | ----------- | ---------------- | ------------------------------- | --------------- | ---------------- | ------------------ |
| 승   | 25–11 (1NC) | Steve Erceg      | KO (펀치, 1R 4:04)              | UFC 305         | 2024년 8월 17일  | 퍼스, 호주         |
| 패   | 24–11       | Amir Albazi      | 판정 (분할, 5R)                 | UFC Fight Night | 2023년 6월 3일   | 라스베이거스, 미국 |
| 패   | 24–10       | Brandon Moreno   | TKO (바디킥+펀치, 3R 4:34)      | UFC 277         | 2022년 7월 30일  | 댈러스, 미국       |
| 승   | 24–9        | Askar Askarov    | 판정 (전원일치)                 | UFC on ESPN     | 2022년 3월 26일  | 콜럼버스, 미국     |
| 승   | 23–9        | Cody Garbrandt   | TKO (펀치, 1R 3:21)             | UFC 269         | 2021년 12월 11일 | 라스베이거스, 미국 |
| 승   | 22–9        | Rogério Bontorin | KO (펀치, 1R 4:55)              | UFC 259         | 2021년 3월 6일   | 라스베이거스, 미국 |
| 패   | 21–9        | Brandon Royval   | 서브미션 (길로틴 초크, 2R 0:48) | UFC 253         | 2020년 9월 27일  | 아부다비, UAE      |

## 주요 타이틀 및 수상
- UFC 플라이급 잠정 타이틀 도전자 (2022)
- Fight of the Night 수상 3회
- Performance of the Night 수상 1회

## 관련 문서
- UFC
- 플라이급 (MMA)
- 이스라엘 아데산야
- 브랜든 모레노